# Sinopoda fasciculata
Sinopoda fasciculata är en spindelart som beskrevs av Jäger, Gao och Fei 2002. Sinopoda fasciculata ingår i släktet Sinopoda och familjen jättekrabbspindlar. Inga underarter finns listade i Catalogue of Life.